# 記憶的堅持
《記憶的堅持》（La persistencia de la memoria）也叫做《記憶的永恒》、《软鐘》，是西班牙著名畫家薩爾瓦多·達利的代表作之一，完成於1931年，目前收藏在紐約現代藝術博物館。

## 歷史
《记忆的永恒》曾在1931年六月的3日至15日的达利首场个人展上出展，即巴黎的Galerie Pierre Colle，此后，1932年2月出展在纽约Julien Levy Gallery主题展《超现实主义:绘画，制图和摄影》。1934年Helen Lansdowne 将此画捐赠与现代艺术博物馆，这位广告巨头日后成为了该博物馆的赞助人，出资400美元。
这幅画曾于2009年1月16日到3月18日间出借给西班牙几罗纳菲盖拉斯达利戏剧博物馆，长达两个月，并且是在西班牙的首次亮相。

## 描述
圖中出现的是黎明中的里加特港湾。景色很简练: 大海在深处出现，右侧有小型的岩状物。这幅画代表了梦幻般的景色，扩大的空间，各种物体以不固定的形式联系起来。左侧的第一层平面上有一个貌似是木头做的作为桌子的物体，上面有两个懷錶和一个不完整的树，仅有一棵没有叶子的枝桠。最大的錶是软的，有一只苍蝇从上面跌落，落在桌子边沿。小的那只，像一块怀錶，闭合着，蚂蚁在上面爬来爬去。树上挂着第三只錶，软软的。画面中央有一个类似软软的头部的形象。它的脖子没入黑暗。巨大的鼻子很引人注意，伸出的舌头，和闭着的有着长长睫毛的眼睛。这个形象仿佛在沙滩上睡着了。画家在这个人形身上挂了第四只錶，也是软软的，也在融化流失一样。之前的元素都在一个荒漠沙滩的背景下，伴着大海，被远处的悬崖环抱，海天一色。
据达利本人所说，添加软錶的灵感来自于卡门培尔乳酪，取其柔软，奢华，独立与怪癖偏执之意。一只软錶平衡地挂在一个枝桠上，再下面一些，在画面中央，长睫毛的脸部取材于哈维角的岩石。这张脸也出现在别的画作中，如《自慰大师》，《欲望的迷宫》。第三只錶大约即将滑下墙壁。这只錶上有一个苍蝇，而挂在墙上的怀錶上，有很多蚂蚁，他们啊可不是偶然出现在那里的（这种錶一般戴在私密部位旁边）。
这些錶，如同记忆，随着时间慢慢软化。他们是准点的錶而且仍在走时（大约在下午六点）。达利评价道，让我惊讶的是银行职员从未吃过支票，因此我也很吃惊在我之前从未有别的画家想过画一个软錶。达利技艺精湛。此画为学院派，用纯粹洗练的笔法。物品细节俱全，虽然并不是真实的，但也是几乎类似摄影的写实主义。艺术家运用明亮色与暖色调形成冷暖对比。光扮演着重要角色，促成梦幻般的错乱感觉。
作品彷彿被分为阴（第一层面和右侧）阳（深层面个左侧）两部分。构图方面，地平线为主导，仅仅被树干和中央软錶的曲线打断，看似为了表现海滩的一丝不安定。作品设定的方法是画家本人提出的矛盾批判法。

## 其他版本

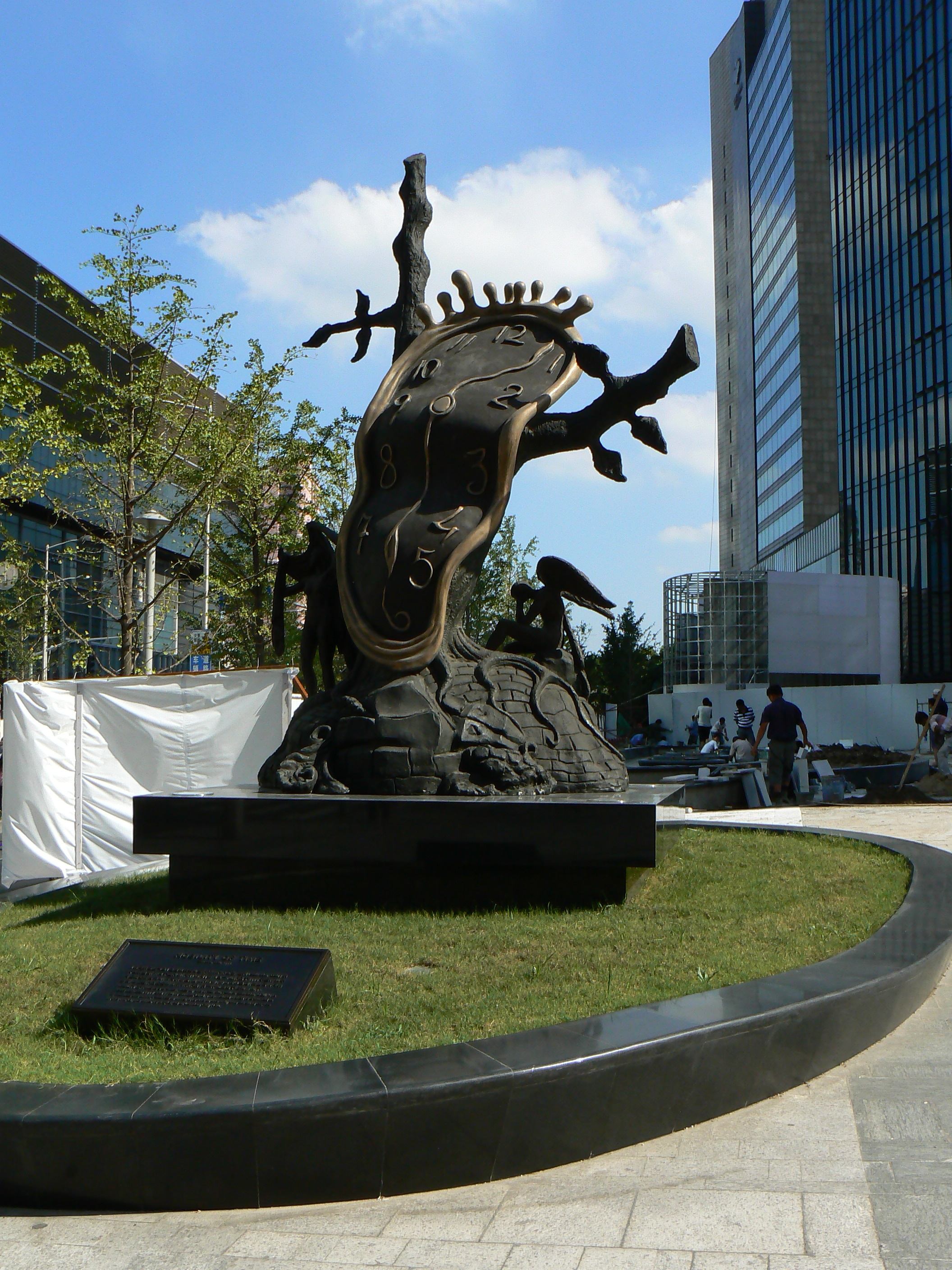
《时间的高贵》，上海

达利在1954年绘制了《记忆的永恒的解体》，此外他还制作过许多同主题的雕塑，如《时间的高贵》（Nobility of Time）、《时间的轮廓》（Profile of Time）、《三个跳舞的手表》（Three Dancing Watches）等。 这幅画中的图像还被用来制作萨尔瓦多达利品牌的香水瓶。

## 外部連結
- The Persistence of Memory （页面存档备份，存于） in the MoMA Online Collection